# Street Spirit (Fade Out)
"Street Spirit (Fade Out)" (också känd som "Street Spirit") är en låt av det engelska alternativa rockbandet Radiohead. Låten återfinns på gruppens andra studioalbum The Bends, som gavs ut 1996. Sångaren och gitarristen Thom Yorke har beskrivit låten som "en av [bandets] sorgligaste låtar" och som "en mörk tunnel utan ljus i slutet". Street Spirit (Fade Out) gavs ut som bandets nionde singel och nådde som bäst plats fem på den brittiska singellistan, vilket vid tidpunkten var bandets bästa notering.
Yorke har antytt att låten var inspirerad av romanen The Famished Road från 1991, skriven av Ben Okri, och att musiken var inspirerad av R.E.M.. Spåret är uppbyggd kring en lugnt melodi i a-moll med ett arpeggio spelat på gitarren. Singeln hyllades också för kvaliteten på sina B-sidor; Talk Show Host fanns 1996 med i filmen Romeo och Julia och har sedan dess funnits med på Radioheads konserter.

## Musikvideo
Den svartvita musikvideo för Street Spirit (Fade Out) filmades under två nätter i öknen precis utanför Los Angeles. Videon hade premiär i februari 1996 och regisserades av Jonathan Glazer, som sade; "Den var definitivt en vändpunkt bland mina verk." Glazer regisserade senare också videon för Karma Police.

## Låtlistor

### CD 1
1. "Street Spirit (Fade Out)" – 4:13
2. "Talk Show Host" – 4:41
3. "Bishop's Robes" – 3:25

### CD 2
1. "Street Spirit (Fade Out)" – 4:13
2. "Banana Co." – 2:20
3. "Molasses" – 2:26